# Atargatis
Atargatis (/ ə t ɑr ɡ ə t ɨ s /_ sau Ataratheh ( / ə t ARE ə θ ə / ; aramaică : "Atar'atheh sau Tar'atheh) era zeița principală în nordul Siriei în Antichitatea clasică. 
Numele Derceto este de asemenea folosit pentru ea, și romanii o numeau  Dea Syriae ("zeita siriană"). În primul rând a fost o zeiță a fertilității, dar, așa cum baalat ("amanta") din orașul ei și oameni, ea a fost, de asemenea, responsabilă pentru protecția și bunăstarea lor. Ea este uneori descrisă ca un sirenă-bună, din cauza identificării ei cu o zeiță-pește ce muncea la Ascalon. Cu toate acestea, nu există nicio dovadă că Atargatis a fost venerat la Ascalon, iar toate probele iconografice prezintă  antropomorfe. 
Michael Rostovtzeff a numit-o "marea amantă a terenurilor siriene de Nord".  consortul ei este, de obicei, Hadad. Ca Atargatis, porumbeii și peștii au fost considerați sacri pentru ei: porumbeii ca o emblemă a Iubirii-Zeiței, și peștii ca simbol al fertilității și vieții apelor. 
Cultul zeiței a avut parte de popularitate în cadrul Imperiului Roman, fiind adus în provinciile occidentale în special de diaspora siriană. În secolul I î.Hr. scriitori romani precum Cicero încă își băteau joc de aceștia, deoarece "venerau un pește".
Potrivit unei surse siriane din secolul al treilea, "În Siria și în Urhâi [Edessa] oamenii se utilizau pentru a se castra în cinstea lui Taratha. Dar când regele Abgar a devenit un credincios, el a poruncit ca toți cei care se castrează să aibă o mână tăiată. Și din acea zi și până în prezent nimeni în Urhâi nu se mai castrează. "